# یویاتسی
یویاتسی (به صربی: Ljuljaci) یک منطقهٔ مسکونی در صربستان است.